# Линеарно пресликавање
У математици, линеарно пресликавање (такође линеарна трансформација или линеарни оператор) је функција између два векторска простора, која очувава операције сабирања вектора и скаларног множења. Израз линеарна трансформација се често користи, посебно за линеарна пресликавање из неког векторског простора у самог себе (ендоморфизми).
У језику апстрактне алгебре, линеарно пресликавање је хомоморфизам векторских простора, или морфизам у категорији векторских простора над датим пољем.

## Дефиниција и директне последице
Нека су V и  векторски простори над истим пољем K. Функција f : V → W је линеарно пресликавање ако за свака два вектора x и y из V и сваки скалар a из K, важе следећа два услова:
| {\displaystyle f(x+y)=f(x)+f(y)\,} | адитивност |
| {\displaystyle f(ax)=af(x)\,}      | хомогеност |

Ово је еквивалентно захтеву да за све векторе  и скаларе , важи једнакост
{\displaystyle f(a_{1}x_{1}+\cdots +a_{m}x_{m})=a_{1}f(x_{1})+\cdots +a_{m}f(x_{m})}
Понекад може да се узме да су V и  векторски простори над различитим пољима. Тада је неопходно одредити које од ових поља се узима у дефиницији линеарности. Ако су V и W векторски простори над пољем K као у горњем случају, ради се о K-линеарним пресликавањима. На пример конјугација комплексних бројева је R-линеарно пресликавање C → C, али није C-линеарно.
ЛИнеарно пресликавање из V у K (где се K посматра као векторски простор над самим собом) се назива линеарни функционал.
Из дефиниције директно следи да је f(0) = 0. Стога се линеарна пресликавања понекад називају хомогеним линеарним пресликавањима (види: линеарна функција).

## Примери
- Идентитета и нула-пресликавање су линеарни.

- За реалне бројеве, пресликавање {\displaystyle x\mapsto x^{2}} није линеарно.

- За реалне бројеве, пресликавање {\displaystyle x\mapsto x+1} није линеарно.

- Ако је A m × n матрица, онда A дефинише линеарно пресликавање из  у  тако што шаље вектор колона  у вектор колона . Обратно, свако линеарно пресликавање између коначно-димензионих векторских простора се може представити на овај начин.

- Интеграл даје линеарно пресликавање из простора свих интеграбилних функција реалне вредности на неком интервалу у

- Диференцирање је линеарно пресликавање из простора свих диференцијабилних функција у простор свих функција.